# Edith Mathis
Edith Mathis (Lucerna, 11 de fevereiro de 1938 — Salzburgo, 9 de fevereiro de 2025) foi uma renomada soprano suíça e muito conhecida pela interpretação de trabalhos de Mozart. Ela estudou em Lucerne e fez sua estreia em 1956 na ópera Die Zauberflöte. As obras de Mozart tornaram-se suas especialidades. Em 1980 ela gravou com Karin Ott e Janet Perry, sob a batuta Herbert von Karajan. Ela também apareceu nas estreia das Der Zerissene de Einem, Der Junge Lord de Henze e Le Roi Berénger de Heinrich Sutermeister.

## Gravações
- Schumann & Brahms Lieder
- Lieder Mozart-Schumann
- Franz Schubert Lieder
- Mozart Exsultate, Jubilate
- Richard Strauss & Hugo Wolf Lieder
- Exsultate, Jubilate Geistliche Arien für Sopran
- Requiem, Mozart
- Johann Sebastian Bach: Sopran-Solistin in diversen Kantaten in: "75 Kantaten, Münchener Bach-Chor, Münchener Bach-Orchester, Ltg.: Karl Richter, Polydor 1959-1979 "

## Morte
Mathis morreu no dia 9 de fevereiro de 2025, aos 86 anos, dois dias antes do seu 87° aniversário.

## Discografia
- J. S. Bach
  - 75 cantatas, Münchener Bach-Chor, Münchener Bach-Orchester, condutor Karl Richter, Teldec & Archiv 1959–1979[2][3]
  - Matthäus-Passion, 1979, com Janet Baker, Schreier, Dietrich Fischer-Dieskau, Matti Salminen, Regensburger Domspatzen, Münchener Bach-Chor e Orchestra, Richter. Archiv Produktion[4]
  - Bach cantatas (solo cantatas BWV 202, 51, church cantatas 99, 106) – com Peter Schreier, Wolfgang Gönnenwein[3]
- Beethoven: Fidelio, as Marzelline, 1969, Lukaskirche Dresden, Staatskapelle Dresden, MDR Rundfunkchor, cond. Karl Böhm. Deutsche Grammophon (DG)[5]
- Berlioz: La damnation de Faust, as Marguerite, 1973, Symphony Hall, Boston, Boston Symphony, Tanglewood Festival Chorus, Boston Boy Choir, cond. Seiji Ozawa. DG.[6]
- Brahms
  - Ein deutsches Requiem, 1972, com Fischer-Dieskau, London Philharmonic, Edinburgh Festival Chorus, cond. Daniel Barenboim. DG.[7]
  - Volkslieder, Volks-Kinderlieder, 1975, Edith Mathis soprano, Peter Schreier tenor, Karl Engel piano. DG.[8]
  - Liebeslieder Waltzes, Neue Liebeslieder, and Quartets, Op. 64, 1981, com Brigitte Fassbaender, Schreier, Fischer-Dieskau, pianists Karl Engel e Wolfgang Sawallisch, DG.[9]

- Haydn

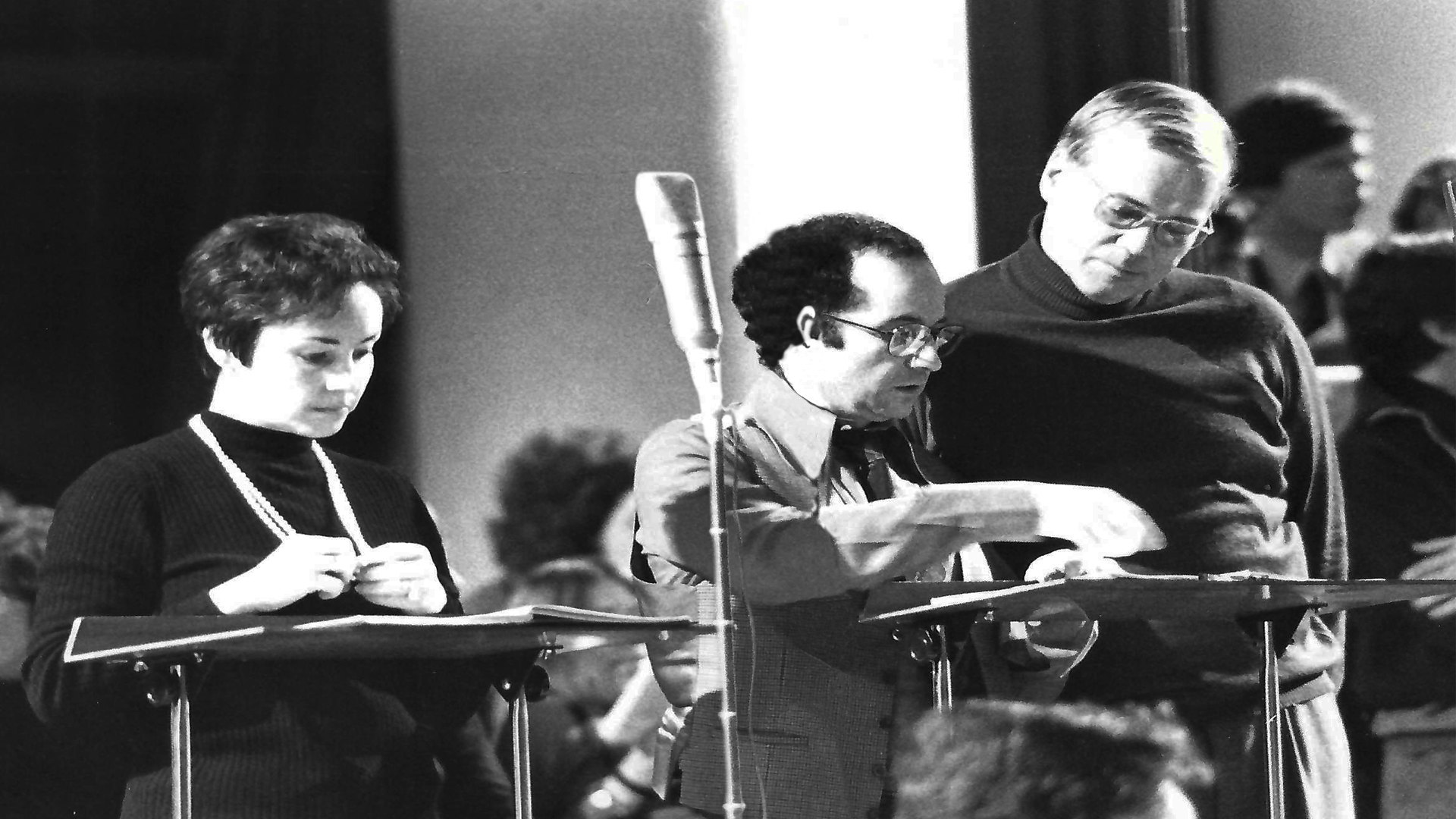
Solistas trabalhando em Die Schöpfung, 1980

  - Il mondo della luna, 1978, Orchestre de Chambre de Lausanne, cond. Antal Doráti, Philips[10]
  - Die Schöpfung, 1980, com Aldo Baldin, Fischer-Dieskau, Chorus and Academy of St Martin in the Fields, cond. Marriner. Philips.[11]
  - Die Jahreszeiten, 1981, com Siegfried Jerusalem, Fischer-Dieskau, Chorus and Academy of St Martin in the Fields, cond. Neville Marriner. Philips.[12]
  - Die Schöpfung, 1983, com Francisco Araiza, José van Dam, Wiener Singverein, Wiener Philharmoniker, cond. Herbert von Karajan (live recording) DG.[13]
- Mahler
  - Symphony No. 2 "Resurrection", 1967, cond. Rafael Kubelik[14]
  - Symphony No. 4, 1972, Vienna Philharmonic, cond. Leonard Bernstein, DG.[15]
  - Symphony No. 4, 1979, Berlin Philharmonic, cond. Herbert von Karajan, DG.[16]
  - Symphony No. 2 "Resurrection", 1982, com Doris Soffel, London Philharmonic Orchestra & Choir, cond. Klaus Tennstedt. EMI[17]
- W. A. Mozart
  - Requiem, 1963, New Philharmonia Orchestra & Chorus, cond. Rafael Frühbeck de Burgos. EMI.[18]
  - Great Mass in C minor, 1963, com Helen Donath, Theo Altmeyer, Franz Crass, Süddeutscher Madrigalchor, Südwestdeutsches Kammerorchester, cond. Gönnenwein. EMI.[19]
  - Le nozze di Figaro, 1966, as Cherubino, DVD from the Salzburg Festival of 1966, with Ingvar Wixell, Claire Watson, Reri Grist, Walter Berry. Wiener Philharmoniker, cond. Böhm.[20]
  - Le nozze di Figaro, 1968, as Susanna, Figaro: Hermann Prey, Countess: Janowitz, Count: Fisher-Dieskau, Cherubino: Tatiana Troyanos, Choir and Orchestra of Deutsche Oper Berlin, cond. Böhm. DG.[21]
  - Requiem, 1971, Wiener Philharmoniker, Konzertvereinigung Wiener Staatsopernchor, cond. Böhm. DG.[22]
  - Die Zauberflöte, Hamburg State Opera directed by Sir Peter Ustinov, filmed 1971, com Tamino: Gedda, Pamina: Mathis, Sarastro: Hans Sotin, Queen of the Night: Cristina Deutekom, Papageno: William Workman, Papagena: Carol Malone, Monostatos: Franz Grundheber, Speaker: Fischer-Dieskau, Two Men in Armour:  de, Moll, cond. Horst Stein. Arthaus DVD.[23]
  - Don Giovanni, 1978, Wiener Philharmoniker, cond. Karl Böhm, DG.[24]
  - Idomeneo, 1979, Staatskapelle Dresden, cond. Karl Böhm, DG.[25][26]
  - Exsultate, jubilate e outras árias sacras para soprano, 1979, cond. Bernhard Klee[27]
  - Die Zauberflöte, 1980, Berlin Philharmonic, cond. Herbert von Karajan, DG.[28]
  - Der Messias, arrangement of Handel's Messiah, 1990, cond. Charles Mackerras[29]
- Nicolai: Die lustigen Weiber von Windsor, 1976, com Kurt Moll (Falstaff), Bernd Weikl (Ford), Siegfried Vogel (Mr. Page), Schreier (Fenton), Mathis (Mrs. Ford), Hanna Schwarz (Mrs. Page), Donath (Anne), Choir of the Staatsoper Berlin, Staatskapelle Berlin, cond. Klee. Berlin Classics.[30]
- Richard Strauss: Der Rosenkavalier, as Sophie, 1969, Großes Festspielhaus Salzburg (ao vivo), Wiener Philharmoniker, Choir of the Vienna State Opera, cond. Böhm. DG.[31]

Mathis fez muitas gravações do repertório de Lied, por Mozart em 1973 com Bernhard Klee e em 1986 com Karl Enge, por Schumann com Christoph Eschenbach, por Schubert, Richard Strauss e Hugo Wolf. Mathis fez muitas gravações do repertório de Lied, por Mozart em 1973 com Bernhard Klee e em 1986 com Karl Enge.